# Meliosma clandestina
Meliosma clandestina är en tvåhjärtbladig växtart som beskrevs av J.F.Morales. Meliosma clandestina ingår i släktet Meliosma och familjen Sabiaceae. Inga underarter finns listade.